# Kublai Kan
Kublai Kan (28 de septiembre de 1215-18 de febrero de 1294) (mongol: Хубилай хаан, Chino: 忽必烈汗) fue el quinto y último gran kan (1260-1294) del Imperio mongol y primer emperador de la dinastía Yuan (1271-1294).
Fue el segundo hijo de Tolui y de Sorgaqtani y nieto de Gengis Kan. La guerra civil entre él y su hermano Ariq Boke por la sucesión de su hermano mayor Möngke (muerto en 1259) marcó el fin de un imperio unificado.

## Primeros años
En 1251, su hermano mayor Möngke se convirtió en gran kan del Imperio mongol, y Kublai fue designado gobernador de territorios en el sur del imperio. Durante sus años como gobernador, Kublai manejó bien sus territorios, impulsando la producción agrícola de Henan e incrementando el bienestar social después de recibir Xi'an. Estos actos fueron bien recibidos por los señores de la guerra chinos y también fueron esenciales para la construcción de la dinastía Yuan.
Durante su reinado, el kan Möngke planeó una gran ofensiva contra los Song, en el sur, último gran reino de China que resistía a los mongoles. Se decidió lanzar una doble ofensiva contra estos, una desde el Norte al mando del mismo kan, con Hangzhou como objetivo y otra desde el Este, al mando de Kublai.
En 1253, Kublai recibió la orden de atacar Yunnan, y conquistó el reino de Dali.
En 1258, Möngke dio a Kublai el mando del ejército del Este y lo convocó para ayudarle a atacar en Sichuan y, otra vez, Yunnan. Antes de que Kublai pudiera arribar en 1259, supo la noticia de que Möngke había muerto. Kublai prosiguió los ataques a Wuhan, pero recibió noticias de que su hermano Ariq Boke había convocado un kurultai en el que este había sido elegido gran kan. La mayoría de los descendientes de Gengis Kan habían aceptado a Ariq Boke como gran kan, pero Kublai y su hermano Hulagu estaban en contra.
Kublai rápidamente alcanzó un acuerdo de paz con la dinastía Song y retornó a las estepas de Mongolia, con el propósito de oponerse a la proclamación de Ariq Boke. Cuando regresó a sus territorios, Kublai convocó su propia asamblea que lo proclamó gran kan. Sólo un pequeño número de personas de su familia lo apoyaron en su candidatura al título, sin embargo el pequeño número allí presente lo proclamó gran kan.
Esto desató un conflicto de tres años entre Kublai y su hermano Ariq Boke, que terminaría con la destrucción de Karakorum, la capital mongola, por el ejército de Kublai y la victoria de este. Durante esta guerra civil, Li Tan, el gobernador de Yizhou se rebeló contra los mongoles. La revuelta fue sofocada duramente por Kublai, que se disgustó mucho con la etnia Han. Tras convertirse en emperador, Kublai creó varias leyes anti-Han, como desposeer de sus títulos a los «señores de la guerra» han.

## Imperio mongol

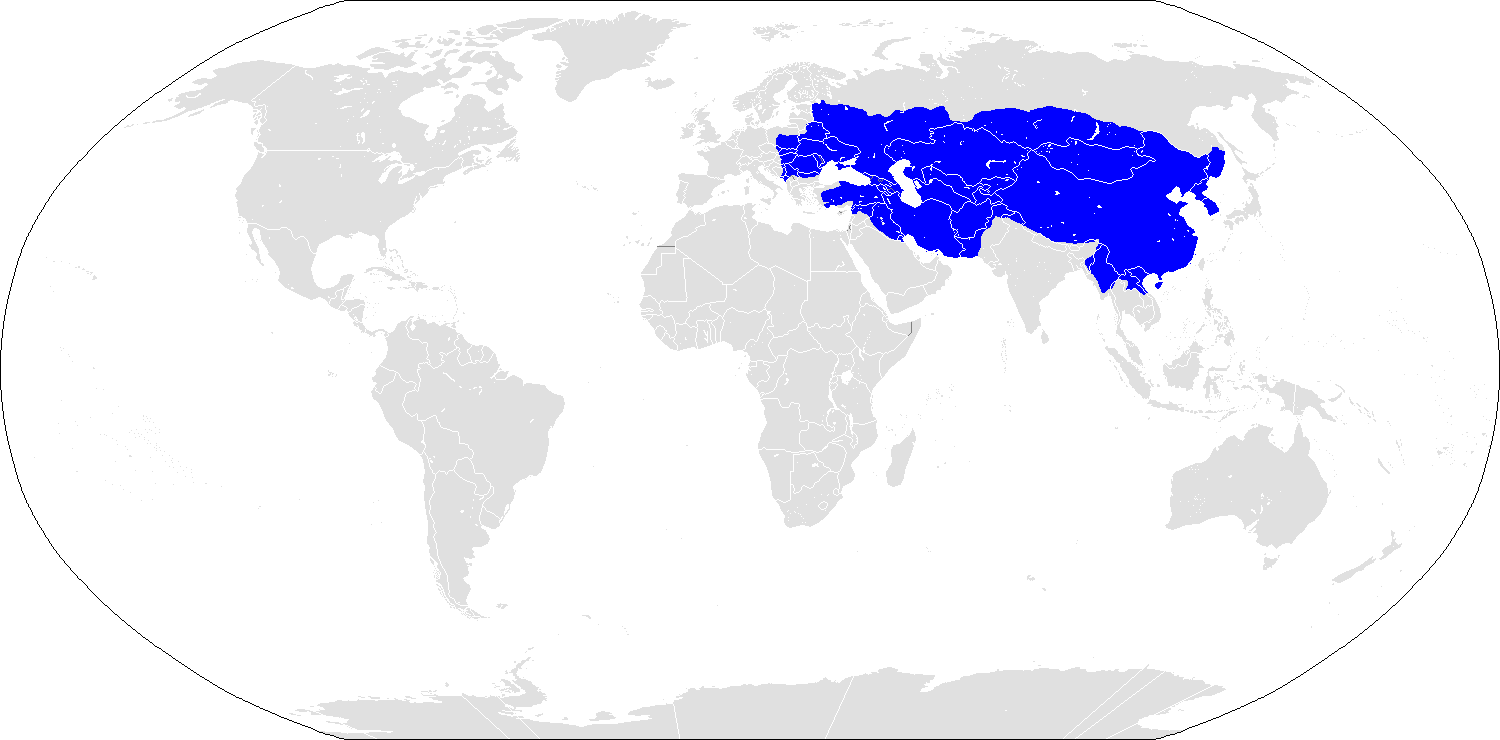
El imperio mongol durante el reinado de Kublai Kan.

El imperio fue separado, creándose cuatro kanatos, cada uno de ellos gobernado por un kan y supervisado por el gran kan. La Horda de Oro gobernó Rusia; el ilkanato gobernó el Medio Oriente, el kanato de Chagatai, que gobernaba el centro de Asia y el gran kanato gobernaba Mongolia y China entera. El imperio alcanzó su máxima extensión con la conquista de Kublai de la dinastía Song en 1279.

## Emperador de China

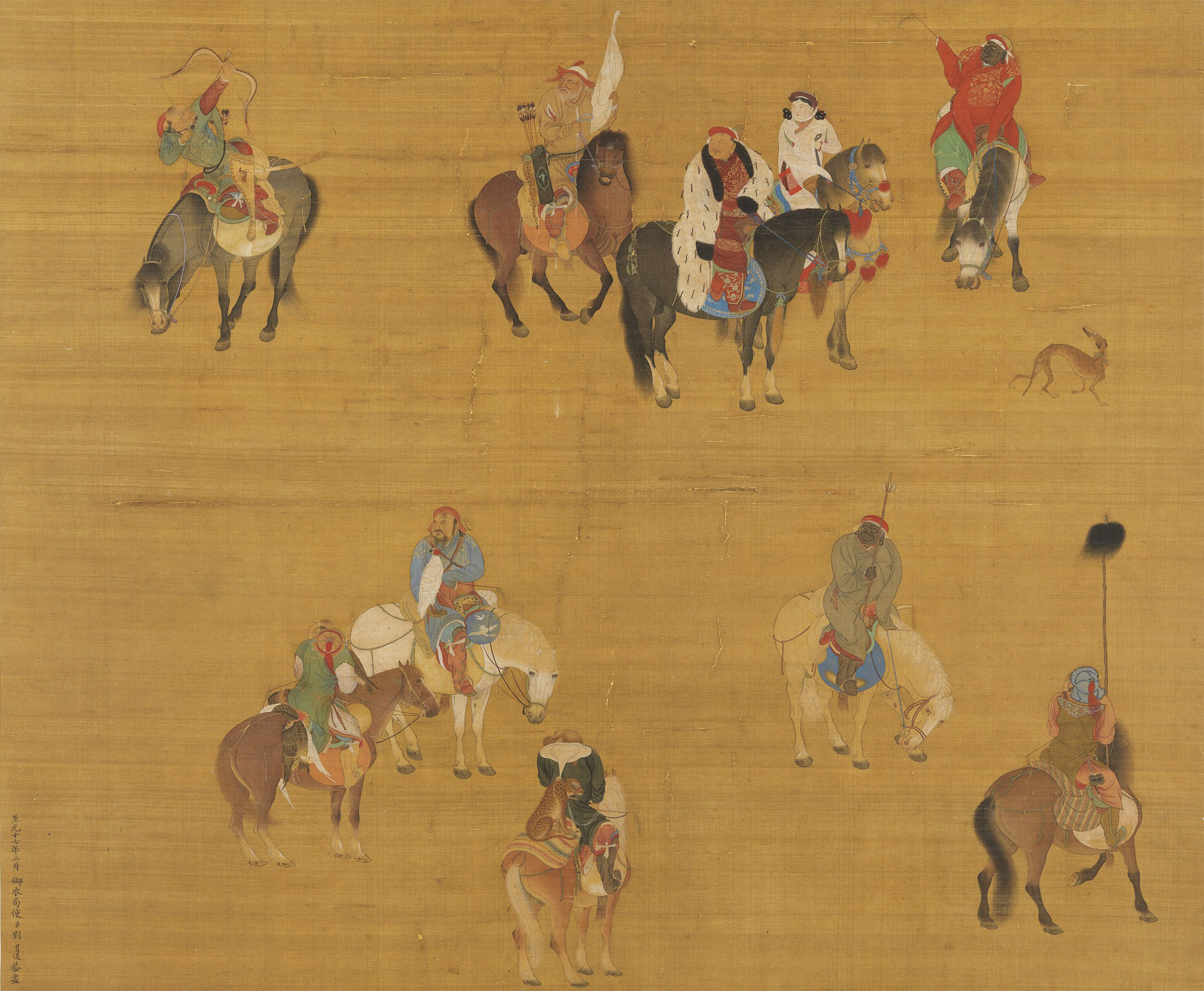
Kublai Kan en una expedición de caza, por el artista Liu Guandao, c. 1280.

En 1271 Kublai oficialmente creó la dinastía Yuan, reclamó formalmente la sucesión ortodoxa de las anteriores dinastías chinas, y estableció la nueva capital en Dadu (actual Pekín) el año siguiente. Kublai comenzó una enorme ofensiva contra los últimos remanentes de la dinastía Song en el sur, y acabó así su conquista de China en 1279. Como emperador, Kublai minimizó la influencia de los gobernadores regionales que habían tenido un inmenso poder durante la dinastía Song y anteriormente. Su desconfianza hacia la etnia Han hizo que nombrara oficiales a personas de otros grupos étnicos.
Fue el primer gobernante mongol en convertirse formalmente al budismo, específicamente el budismo tibetano, gracias a la predicación del lama Drogön Chögyal Phagpa, de la escuela sakia. A pesar de su conversión, siempre mostró tolerancia hacia las demás religiones. Sin embargo, su conversión al budismo fue un impulso importante para esta religión, que más tarde se consolidaría con su descendiente Altan Khan.
Apoyó las artes y demostró tolerancia religiosa, y tuvo consejeros de diferentes religiones. Introdujo el papel moneda, pero fue un desastre debido a la falta de disciplina fiscal y a la inflación. Su imperio fue visitado por algunos europeos como Marco Polo, que afirmó haber sido su consejero. 
Conquistó Dali (Yunnan) y Gorieo (Corea). Bajo presión de sus consejeros mongoles, Kublai intentó conquistar Japón, Birmania, Vietnam y Java. Todos los intentos resultaron fallidos, lo que elevó aún más la inflación. Kublai también forzó a capitular a los señores de la guerra del noreste y del noroeste, y así generó estabilidad para esas regiones.

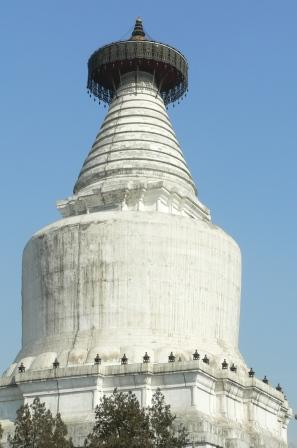
La Estupa blanca en Dadu.

Después de que Kublai Khan fuera proclamado Khan en su residencia de Shangdu el 5 de mayo de 1260, comenzó a organizar al país. Zhang Wenqian, un funcionario del gobierno central y amigo de Guo Shoujing que estaba interesado en la ingeniería, en la astronomía y en la fabricación de instrumentos calificados, entendió que unas buenas observaciones astronómicas dependían de instrumentos expertamente elaborados. Guo comenzó a construir instrumentos astronómicos, incluyendo relojes de agua, para la sincronización exacta y esferas que representaban el globo celeste. 
Zhang aconsejó a Kublai como un experto en ingeniería hidráulica a Guo. Kublai sabía la importancia de la gestión del agua para riego, transporte de grano y control de inundaciones, y pidió a Guo que revisara estos aspectos en el área de Dadu. Para proveer un nuevo abastecimiento de agua, se propuso conectar el suministro a través de diferentes cuencas; construyeron nuevos canales con esclusas para controlar el nivel del agua, lo cual hizo en varias provincias de China.
Kublai también empleaba artistas extranjeros para construir su nueva capital; uno de ellos, Araniko, era un artista nepalí que construyó la Estupa blanca, que era la estructura más grande en Dadu.

## Invasiones de Japón y de Vietnam

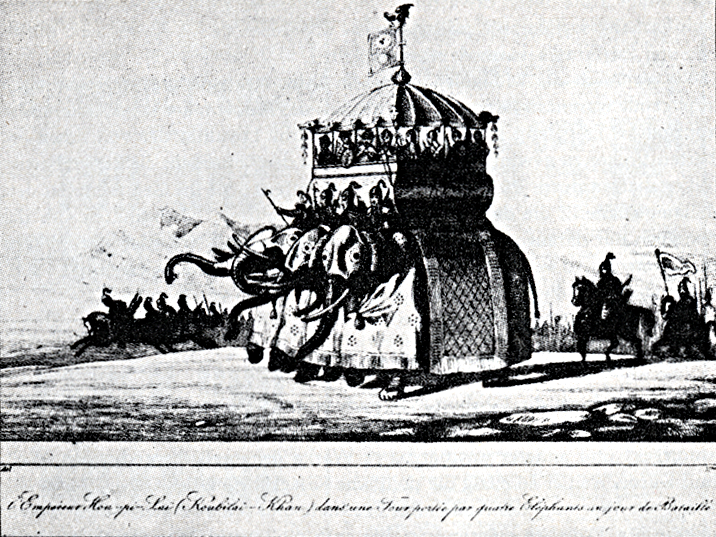
"El emperador Kublai Kan en una torre transportada por cuatro elefantes en el día de la batalla“ según un grabado francés del.

### Invasiones de Japón

El samurái Suenaga atacado por flechas mongolas c. 1280.

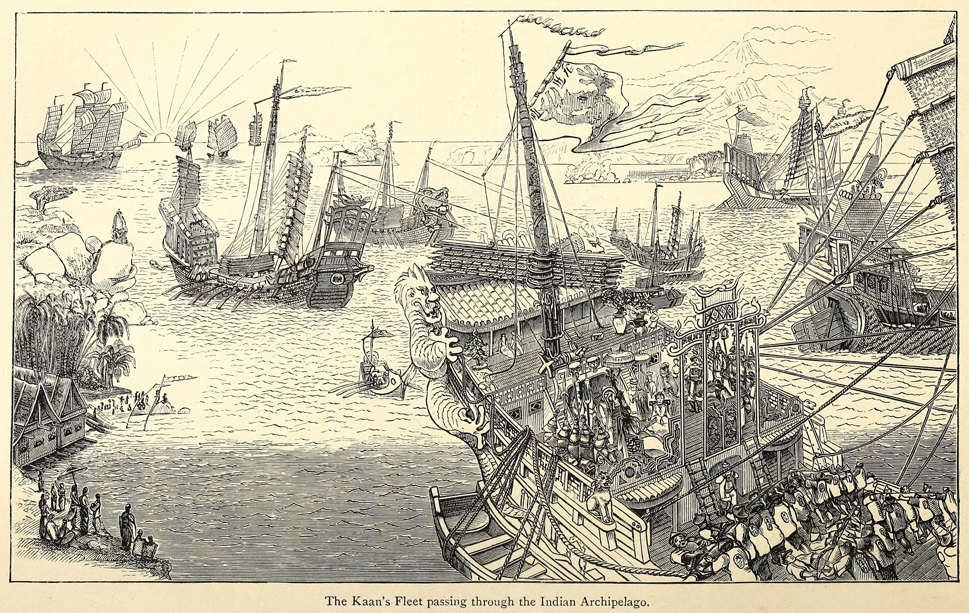
Flota de Kublai Khan

Kublai Kan intentó dos veces invadir Japón en busca de oro; sin embargo, se cree que las dos veces el mal tiempo destruyó la flota, o un error en el diseño las destruyó. La primera invasión tuvo lugar en 1274, con una flota de 900 naves, la segunda tuvo lugar en 1281, con una flota de más de 1170 embarcaciones de guerra.
El Dr. Kenzo Hayashida, arqueólogo marino, encabezó la investigación que descubrió los restos de la flota de la segunda invasión mongola a Japón en la costa oeste de Takashima. Su equipo encontró un sólido indicio de que Kublai Kan se precipitó a construir la flota en sólo un año (tarea que debió haber tardado por lo menos cinco años), lo que forzó a los chinos a usar cualquier embarcación disponible, incluyendo botes de río, con tal de alcanzar la meta. Lo más importante: los chinos fueron obligados a construir muchas naves rápidamente. Si Kublai hubiera usado embarcaciones diseñadas específicamente para el océano, probablemente habría logrado su plan y Japón habría sido conquistado. 
En 2006, las anteriores teorías de que la flota de Kublai estaba formada solo por embarcaciones de río se debilitaron cuando se hallaron evidencias de naves oceánicas. La nueva teoría es que cuando los mongoles intentaron usar explosivos (armas parecidas a granadas) su falta de experiencia se volvió en su contra al intentar utilizarlas contra Japón.

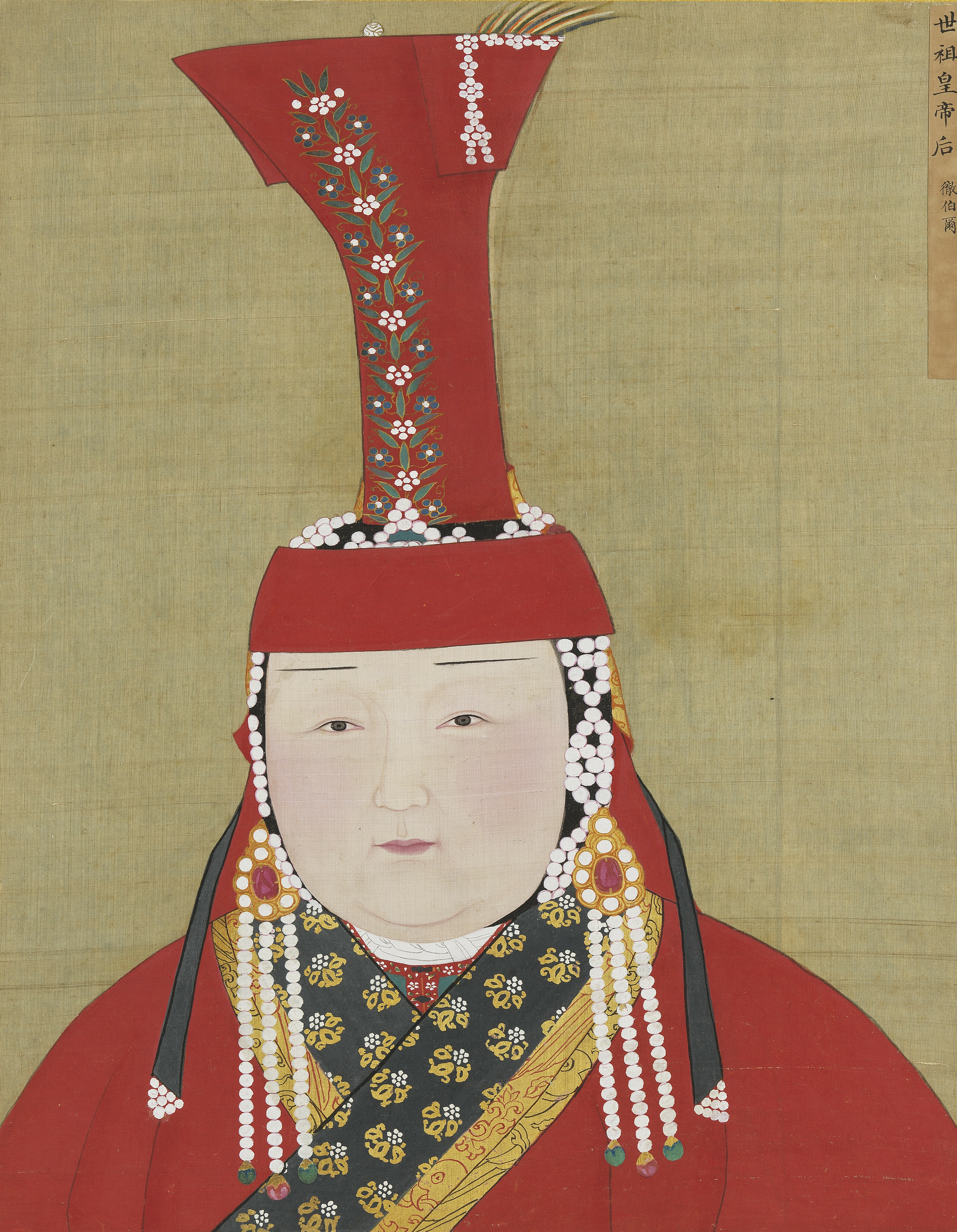
Chabi, una de las esposas de Kublai Kan y Emperatriz del Imperio mongol.

### Invasiones de Vietnam
En 1257, 1284 y 1287 los mongoles intentaron conquistar Vietnam, invadiendo su capital, Thang Long (Hanói actualmente), siempre encontrándose con que los vietnamitas habían evacuado la capital con anticipación. Las enfermedades, la falta de provisiones, el clima, y la táctica vietnamita de retirarse quemando los campos por los que pasaban (para evitar que el ejército invasor tuviera alimentos) terminaron con las primeras dos invasiones. La tercera, que contaba con 300 000 hombres y una gran flota fue rechazada por el general Tran Hung Dao y sus tropas, que colocaron estacas de hierro en el lecho del río Bach Dang justo cuando la marea empezaba a bajar. La flota entera fue destruida o capturada por los vietnamitas. Los mongoles tuvieron que replegarse a China, siendo hostigados por las tropas de Tran Hung Dao.

## Últimos años
Kublai, en sus últimos años padeció de gota. Consumía demasiada carne, lo cual agravó su gota. Se cree que esto fue también el causante de la muerte de su esposa favorita y también de su heredero. Kublai cayó en la depresión, muriendo el 18 de febrero de 1294.

## En la literatura

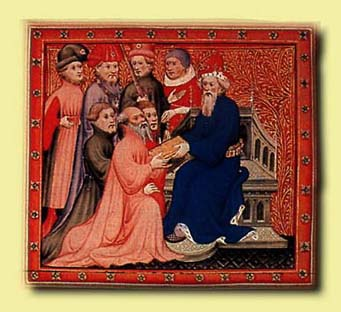
Marco Polo en la corte de Kublai Kan

Kublai trascendió históricamente en gran medida gracias al conocimiento que se tuvo de él a partir de la obra Il Milione de Marco Polo, ya que fue durante su régimen cuando este viajero llegó hasta la misma corte del emperador mongol. En esta obra, Marco Polo afirma haber sido incluso consejero de Kublai.
Samuel Taylor Coleridge escribió, en 1797, el poema "Kubla Khan", acerca de quien fue, en palabras de Jacob Bronowski, un "monarca constructivo y sedentario en China".
La novela Las ciudades invisibles de Italo Calvino, publicada en 1972, es una colección de descripciones de ciudades fantásticas, relatadas a Kublai Kan por Marco Polo.

### Como escritor de poesía

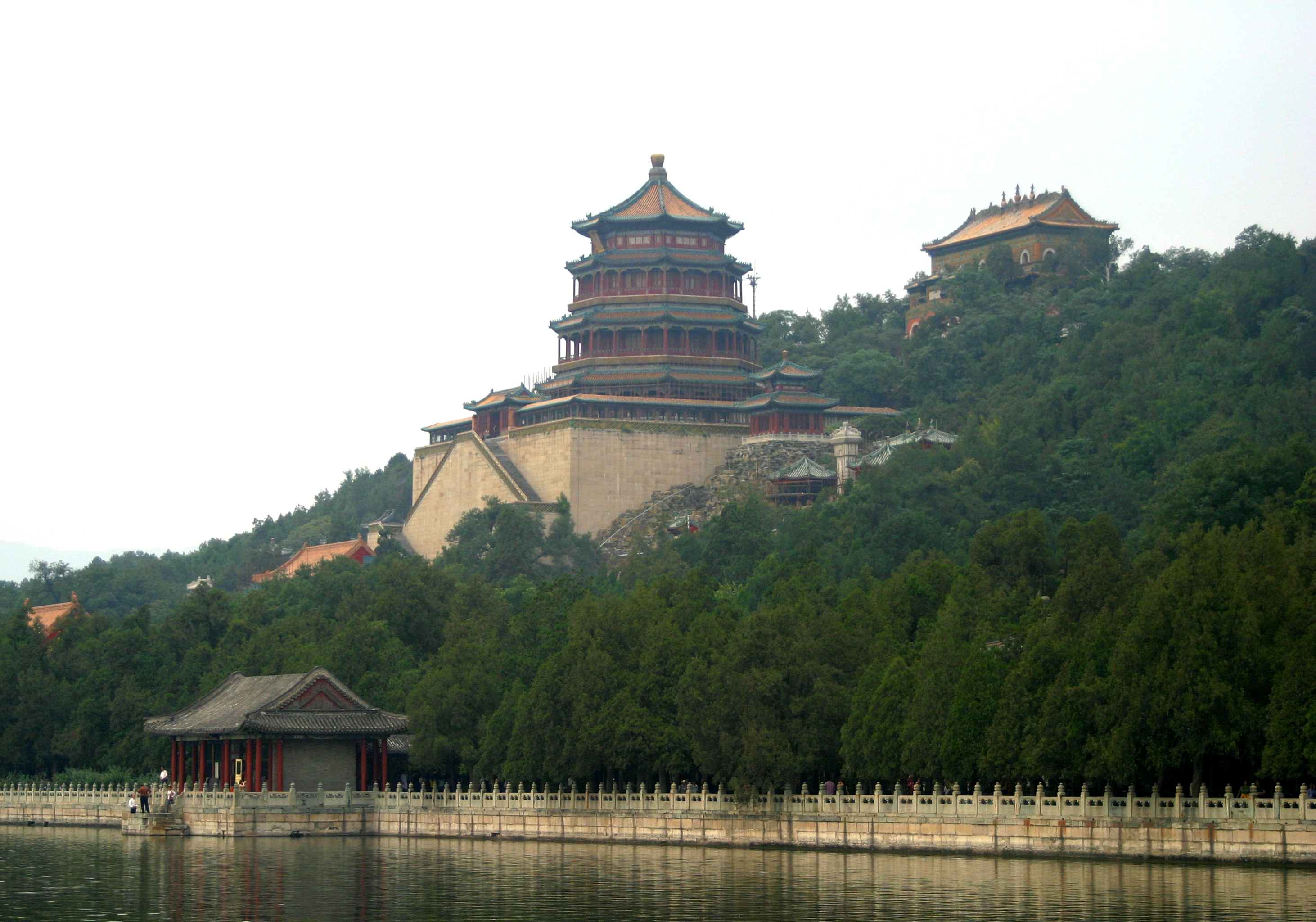
La Colina de la longevidad en el Palacio de Verano en Beijing, donde Kublai Kan escribió su poesía.

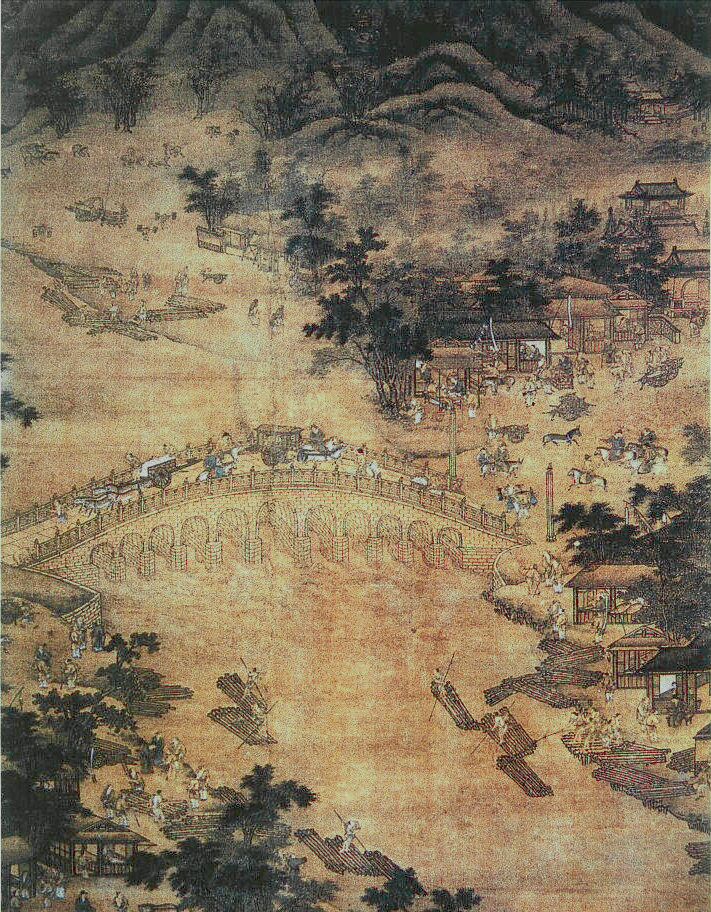
Los obreros transportando materiales de construcción a Khanbaliq

Kublai fue un prolífico escritor de poesía china, aunque la mayoría de sus obras no han sobrevivido. Sólo un poema chino escrito por él está incluido en la Selección de la poesía de Yuan (元詩選), titulado Inspiración registrada mientras disfrutaba del ascenso a la Montaña de la Primavera. Fue traducido al mongol por el erudito de Mongolia Interior B.Buyan en el mismo estilo que la poesía clásica mongola y transcrito al cirílico por Ya.Ganbaatar. Se dice que una vez, en primavera, Kublai Khan fue a rendir culto a un templo budista en el Palacio de Verano, en el oeste de Khanbaliq (Pekín), y a su regreso ascendió al Colina de la Longevidad. (Tumen Nast Uul en mongol), donde se llenó de inspiración y escribió este poema.
| Inspiración registrada mientras disfrutaba del ascenso a la Montaña de la Primavera (陟玩春山記興)                      | Inspiración registrada mientras disfrutaba del ascenso a la Montaña de la Primavera (陟玩春山記興) | Inspiración registrada mientras disfrutaba del ascenso a la Montaña de la Primavera (陟玩春山記興) |
| --- | --- | -------------------------------------------------------------------------------------------------- |
| 時膺韶景陟蘭峰 不憚躋攀謁粹容 花色映霞祥彩混 壚煙拂霧瑞光重 雨霑瓊干巖邊竹 風襲琴聲嶺際松 淨刹玉毫瞻禮罷 回程仙駕馭蒼龍 | Shí yīng sháo jǐng zhì lán fēng; Bú dàn jī pān yè cuì róng; Huā sè yìng xiá xiáng cǎi hùn; Lú yān fú wù ruì guāng chóng; Yǔ zhān qióng gàn yán biān zhú; Fēng xí qín shēng lǐng jì sōng; Jìng chà yù háo zhān lǐ bà; Huí chéng xiān jià yù cāng lóng. | |

Este texto se puede traducir de la manera siguiente en español (vía la versión en inglés)
| Subí a la Colina Fragante en la amistosa estación de la primavera. Sin desanimarme subí a la cima y me encontré con la Cara Dorada Las flores brillaron con rayos brillantes y los colores auspiciosos brillaron como un arco iris El humo del incienso se extendía como la niebla y emanaba una luz bendita Las gotas de lluvia eran como burbujas en los bambúes de jade al borde de la gran roca El viento que soplaba tocaba una canción entre los verdes pinos del puerto de montaña Frente al Buda del templo dirigí la ceremonia del incienso Y en el camino de vuelta monté un Dragón Azul en el carruaje real. |

## Legado

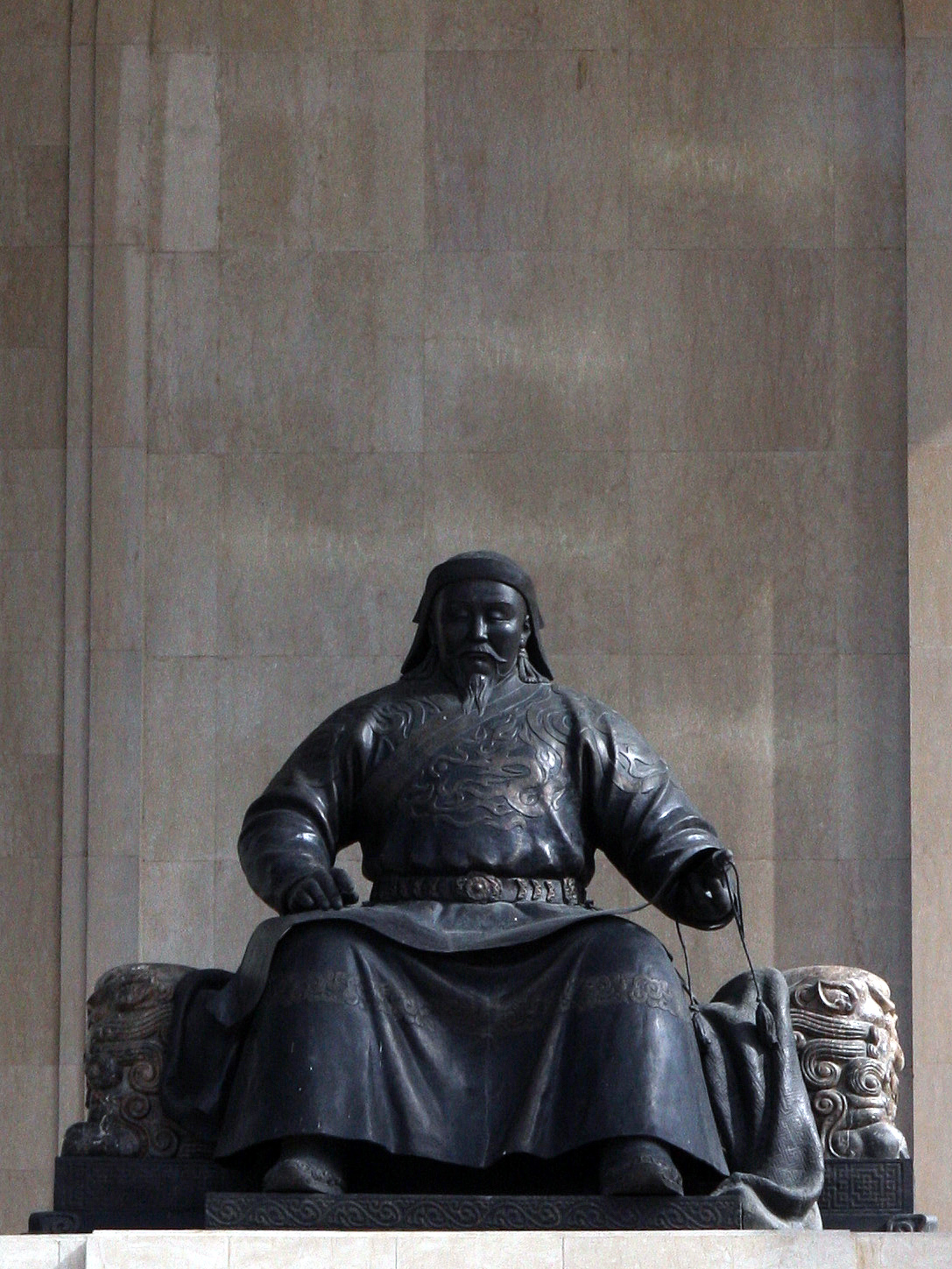
Estatua de Kublai Khan en la Plaza de Sükhbaatar, Ulanbator. Junto con la de Ogodei y la mucho más grande de Gengis Kan, forma un complejo de estatuas dedicadas al Imperio Mongol.

La toma de poder de Kublai en 1260 impulsó al Imperio Mongol. A pesar de su controvertida elección, que aceleró la desunión de los mongoles, la voluntad de Kublai de formalizar la relación simbiótica del reino mongol con la cultura china llevó al Imperio mongol a la atención internacional. Las conquistas de Kublai y sus predecesores contribuyeron a la recreación de una China unificada y militarmente poderosa. El dominio mongol del Tíbet, Manchuria y la estepa de Mongolia desde una capital en la actual Pekín fue el precedente del Imperio de Asia Interior de la dinastía Qing.